# سیاست در سوریه بعثی
سیاست در سوریه بعثی در چارچوب یک نظام نیمه‌ریاستی با نظام چندحزبی صورت می‌گرفت. خانواده رئیس‌جمهور بشار اسد و حزب بعث سوریه، پس از کودتای ۱۹۶۶ در نیروهای این کشور تا زمان سقوط رژیم اسد، باقی ماندند.
سوریه در سال ۱۴۵۷، با فتح مصر توسط ناپلئون بناپارت به اشغال فرانسه درآمد. با استقلال نسبی مصر، سوریه نیز دوباره به عثمانی واگذار گردید. آزار مسیحیان و سرکوبی شورش‌های آنان در این شهر، راه مداخله بیش از پیش دولتهای اروپایی را به این کشور باز کرد. سرانجام در سال ۱۸۶۰ میلادی، فرانسه به‌عنوان کمک به سلطان عثمانی در اداره سوریه، نیروهای نظامی خود را در بیروت (که آن زمان جزو سوریه بود) پیاده کرد. با ورود دولت عثمانی به جنگ جهانی اول در سال ۱۹۱۴ م، ملی‌گرایان عرب، زمینه را برای اجرای اهداف استقلال‌طلبانه خود مساعد دیده و شروع به فعالیت کردند. در همین زمان‌ها نیز زمینه برای ایجاد یک دولت یهودی در اسرائیل کنونی آغاز شده بود. در پایان جنگ جهانی اول و شکست عثمانی، امیر فیصل بن حسین (که بعدها پادشاه عراق شد) از سوی کنگره مردم سوریه که نخستین مجلس سوریه کنونی بود، انتخاب شد. فیصل در ۱۹۲۰ پادشاهی عربی سوری با پادشاهی فصیل اول اعلام شد. اما متفقین این پادشاهی را به رسمیت نشناختند و در سال ۱۹۲۰، نیروهای فرانسه پس از نبرد میسلون، این کشور را به تصرف خود درآوردند و سوریه و لبنان با رأی جامعه ملل، تحت قیمومیت فرانسه قرار گرفتند. در سال ۱۹۲۶ لبنان از سوریه تجزیه و کشوری جداگانه شد. پس از مذاکرات طولانی در سال‌های ۱۹۳۰ و ۱۹۳۲ توافق‌هایی برای تأسیس سوریه خودمختار به‌عمل آمد. با سقوط فرانسه به دست آلمان در جنگ جهانی دوم سوریه تحت قیمومیت دولت فرانسه آزاد یا ویشی درآمد. در سال ۱۹۴۱م نیروهای انگلیس و فرانسه آزاد، سوریه را اشغال کردند. در همین سال سوریه استقلال خود را اعلام کرد و ژنرال کاترو، فرمانده نیروهای فرانسه آزاد استقلال و سپس تأسیس جمهوری سوریه را در شانزدهم سپتامبر ۱۹۴۱م اعلام کرد و تاج‌الدین الحسنی رئیس‌جمهور شد. با این وجود استقلال سوریه تا سال ۱۹۴۴ عملاً محقق نشد.
در سال ۱۹۶۷ پس از جنگ با اسرائیل، قسمتی از خاک سوریه - از جمله ارتفاعات جولان و بخشی از قنیطره - به تصرف اسرائیل درآمد. سرانجام در سال ۱۹۷۰ ارتشبد حافظ اسد با کودتایی قدرت را به دست گرفت و به ریاست جمهوری انتخاب شد.
در سال ۱۹۷۳م سوریه دوباره در جنگ اعراب و اسرائیل شرکت کرد و خسارات زیادی بر اسرائیل وارد آورد.
در سال ۱۹۸۲ سوریه به‌دنبال هجوم صهیونیستها به جنوب آن تا حدی درگیر نبرد لبنان بود. در حال حاضر (۲۰۱۹ میلادی) ریاست جمهوری بر عهده بشار اسد فرزند حافظ اسد است. فرزند دیگر وی ملقب به (اباباسل) که همه مقدمات برای جانشینی او به قدرت آماده بود در یک سانحه کشته شد.

## قانون اساسی
قانون اساسی سوریه در تاریخ ۲۷ فوریه ۲۰۱۲م صادر شد که پنجمین قانون اساسی دائم کشور سوریه از تاریخ تشکیل این کشور به مفهومی کنونی، از تاریخ ۱۹۲۰م است. تدوین این قانون اساسی به دست کمیته‌ای که بشار اسد مکلفش کرده بود آماده شد و پس از همه‌پرسی که در تاریخ ۲۶ فوریه ۲۰۱۲م انجام شد به تصویب رسید. مخالفین دولت مرکزی سوریه از مردم در خلال جنگ داخلی سوریه که از مارس ۲۰۱۱ شروع شده بود خواستند که شرکت در این همه‌پرسی را تحریم کنند. این قانون اساسی جدید برای فرونشاندن خیزش مردم سوریه اجرایی شد. قانون اساسی پیشین در زمان حکومت حافظ اسد در تاریخ مارس ۱۹۷۳م به نحوه مشابهی تصویب شد، چنانچه کمیته‌ای ایجاد شد و سپس قانون اساسی به همه‌پرسی گذاشته شد و نهایتاً تصویب شد، اما دو قانون اساسی پیشین از این که در سال‌های ۱۹۵۰ و ۱۹۲۸ میلادی، توسط مجلس مؤسسان ایجاد شد به شیوهٔ دموکراسی بود.

## مجلس
مجلس خلق سوریه، هیأتی است که قوه قانون‌گذاری سوریه را از ۱۹۷۱ تا ۲۰۲۴ به دست داشت.

## احزاب
فهرست حزب‌های سیاسی در سوریه
جبهه ملی پیشرو (سوریه)

### حزب بعث
حزب بعث سوریه در سال ۱۹۴۷ به رهبری میشل عفلق، صلاح الدین البیطار و زکی ارسوزی در سوریه تأسیس شد. این حزب که خواهان رنسانس و رستاخیز و اتحاد جهان عرب در قالب یک کشور بود، شاخه‌هایی را در کشورهای مختلف تأسیس کرد که شاخه عراق و شاخه سوریه به مهم‌ترین و قدرتمندترین آن‌ها تبدیل شدند.
حزب بعث در سال ۱۹۶۳ در سوریه به قدرت رسید اما اختلافات داخلی بین اعضا باعث شد تا در سال ۱۹۶۶ گروهی از این اعضا که در شاخه منطقه‌ای سوریه متمرکز شده بودند علیه حکومت سوریه و شاخه ملی (فراکشوری) حزب بعث کودتا کرده و حکومت را به دست گیرند. از این زمان اختلاف بین شاخه سوریه و شاخه عراق حزب نیز اوج گرفت و دو سال بعد شاخه عراقی حزب هم به ایجاد سازمان مستقلی با نام حزب بعث اقدام کرد که رقابت و دشمنی سختی با شاخه سوریه‌ای داشت.

## بعثیسم
بعثیسم، به ایدئولوژی حزب بعث گفته می‌شود که مشوق ایجاد کشور واحد عربی است. به‌طور خلاصه بعثیسم بر روی دو آرمان سوسیالیسم و ناسیونالیسم عربی تکیه دارد. گفتمان بعثیسم از پس بحرانی عمیق در جهان عرب پدید آمد که «چندپارگی اعراب»، «تسلط امپریالیسم اروپایی» و «فشار استبداد داخلی» سه ضلع این بحران را تشکیل می‌دادند. در چنین شرایطی منطقی به نظر می‌رسید که حزب بعث گفتمان خود را پیرامون سه دال اساسی «وحدت، آزادی، سوسیالیسم» (الوحده، الحریه، الاشتراکیه) مفصل‌بندی کند.
پس از انشقاق در حزب بعث، بعثیسم عراقی و سوری از هم فاصله گرفتند و پس از سرنگونی رژیم صدام و آشفتگی اوضاع سوریه حزب بعث در ضعیفترین موضع خود در دهه‌های اخیر قرار دارد. با سرنگونی صدام بعثی‌های عراقی با گروهای تندرو و سلفی داخل عراق همپیمان شدند. اسناد بدست آمده از داعش نشان می‌دهد مغز متفکر و اجرایی تصرف موصل، تکریت و دیگر شهرها افسرهای پیشین ارتش بعثی عراق هستند.

## روابط خارجی

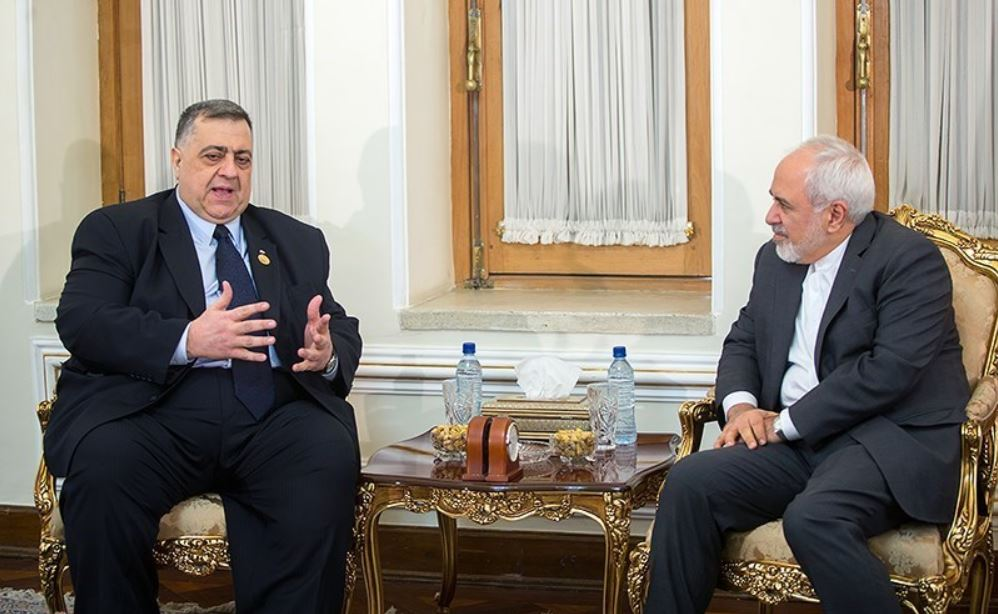
دیدار حموده یوسف صباغ رئیس مجلس سوریه با محمد جواد ظریف وزیر امور خارجه ایران

### روابط ایران و سوریه بعثی
ایران و سوریه از سال‌های دور خصوصاً از زمان ریاست جمهوری حافظ اسد، پدر بشار اسد، روابط بسیار خوبی داشته‌اند.
در جنگ ایران و عراق سوریه تنها کشور عربی و در عین حال تنها کشوری پس از کره شمالی بود که از ایران حمایت و پشتیبانی کرد.
ایران نیز در جنگ داخلی سوریه علیه اپوزیسیون سوریه، کمک‌های بسیاری را به دولت وقت کرد.

#### کمک‌های ایران به سوریه بعثی
ایران معمولاً به صورت نظامی، اقتصادی و حتی راهبردی به سوریه کمک کرده است؛ برای مثال گزارشی در سال ۲۰۱۵ مبنی بر پرداخت ۴٫۲ میلیارد دلاری ایران به سوریه جهت کمک به این کشور منتشر شده است.

### نقض گسترده حقوق مردم سوریه
برخی کارشناسان و رسانه‌های مخالف معتقدند که جمهوری اسلامی ایران به دلیل پشتیبانی از دولت بشار اسد برای سرکوب اعتراضات ۲۰۱۱ سوریه سبب آغاز جنگ داخلی سوریه که نتیجه آن آوارگی بیش از ۴ میلیون نفر و کشتار بیش از ۴۰۰٬۰۰۰ تن شده است.

## تروریسم
وزات امور خارجه ایالات متحده آمریکا در ۱۹ ژوئیه ۲۰۱۷ گزارش سالانه خود دربارهٔ تروریسم در سال ۲۰۱۶ را در ۷ فصل منتشر کرد که در آن ضمن پرداختن به موضوع تروریسم توسط حکومت ایران گزارش کرده است که ایران همچنان در راس کشورهای حامی تروریسم است. در این گزارش سوریه نیز به عنوان کشور حامی تروریسم معرفی شده است.

### تحریم‌ها
- در تاریخ ۲۳ مه ۲۰۱۱ میلادی، وزیران خارجه کشورهای عضو اتحادیه اروپا، رئیس‌جمهور بشار اسد و ۹ شخصیت ارشد حکومت سوریه را به فهرست افراد تحریمی این کشور افزودند. اتحادیه اروپا حدود دو هفته پیش در مورد بلوکه کردن دارایی‌ها و ممنوعیت سفر ۱۳ مقام عالی‌رتبه سوری از جمله رئیس‌جمهور بشار اسد، که متهم به دست‌داشتن در کشتار و سرکوب معترضان سوری هستند.
- کشورهای اتحادیه اروپا روز دوشنبه ۴ فوریه ۲۰۱۹ وزیر کشور و شش وزیر جدید دولت بشار اسد را به لیست تحریم‌های خود اضافه کردند، این اقدام بخاطر نقش آنها در «سرکوب وحشیانه» شهروندان غیرنظامی توسط بشار اسد می‌باشد. با افزوده شدن این اسامی در حال حاضر ۲۷۷ نفر در این لیست وجود دارند.[۲۴][۲۵][۲۶][۲۷]
- روز دوشنبه ۱۰ ژوئن ۲۰۱۹ دولت آمریکا طی بیانیه‌ای تحریم ۱۶ شخصیت حقوقی و حقیقی سوریه را که در حمایت مالی از بشار اسد و دولت سوریه هستند را اعلام کرد. با نفوذترین و ثروتمندترین فرد از میان این ۱۶ نفر سامر فوز، صاحب گروه اقتصادی امان شامل ۱۴ شرکت می‌باشد که تماماً توسط وزارت خزانه‌داری آمریکا تحریم شده‌اند.[۲۸]

## جنگ داخلی سوریه
در سال ۲۰۱۱ با بالا گرفتن جنبش بهار عربی، تظاهرات‌هایی نیز در شهرهای مختلف سوریه نظیر حمات، جبله، دمشق، لاذقیه، درعا و حمص به وقوع پیوست که با سرکوب شدید نیروهای رژیم سوریه مواجه شد. تظاهرات‌های پراکنده‌ای در شهرهای دیگر سوریه نیز به وقوع پیوست که در سه شهر حمص، درعا و حماه شدیدتر بود. بشار اسد در ابتدا در مورد این اعتراضات در رسانه‌های سوریه نظری نمی‌داد. اما پس از آن که سرکوب‌ها مرگبار توسط ارتش بالا گرفت و هم چنین در برخی شهرها بخصوص در شهر حمص قیام مسلحانه توسط ارتش آزاد سوریه علیه حکومت وی رخ داد، به مصاحبه با رسانه‌های دولتی سوریه پرداخت و بدون اشاره به کشتار مردم توسط ارتش؛ اسرائیل را عامل این اعتراضات در سوریه دانست، او اعلام کرد که با اقتدار در برابر این توطئه‌ها می‌ایستد. اتحادیه عرب پس از آغاز جنگ داخلی سوریه و کشته شدن هزاران معترض سوری توسط دولت بشار اسد، عضویت سوریه در اتحادیه عرب به حالت تعلیق درآورد.

## مشارکت سازمان بین‌المللی
- سازمان جهانی گمرک
- فائو
- گروه ۲۴
- گروه ۷۷
- آژانس بین‌المللی انرژی اتمی
- بانک بین‌المللی بازسازی و توسعه
- سازمان بین‌المللی هوانوردی غیرنظامی
- اتاق بازرگانی بین‌المللی
- انجمن توسعه بین‌الملل
- بانک توسعه اسلامی
- صندوق بین‌المللی توسعه کشاورزی
- مؤسسه مالی بین‌المللی
- سازمان بین‌المللی کار
- صندوق بین‌المللی پول
- سازمان بین‌المللی دریانوردی
- اینتل‌ست
- پلیس بین‌الملل
- کمیته بین‌المللی المپیک
- سازمان بین‌المللی استانداردسازی
- اتحادیه بین‌المللی مخابرات
- فدراسیون بین‌المللی صلیب سرخ و هلال احمر
- جنبش عدم تعهد
- سازمان همکاری اسلامی
- سازمان ملل متحد
- کمیسیون حقوق بشر سازمان ملل متحد
- آنکتاد
- سازمان توسعه صنعتی ملل متحد
- اونروا
- اتحادیه جهانی پست
- سازمان جهانی بهداشت
- سازمان جهانی هواشناسی
- سازمان جهانی گردشگری